# HP-12C

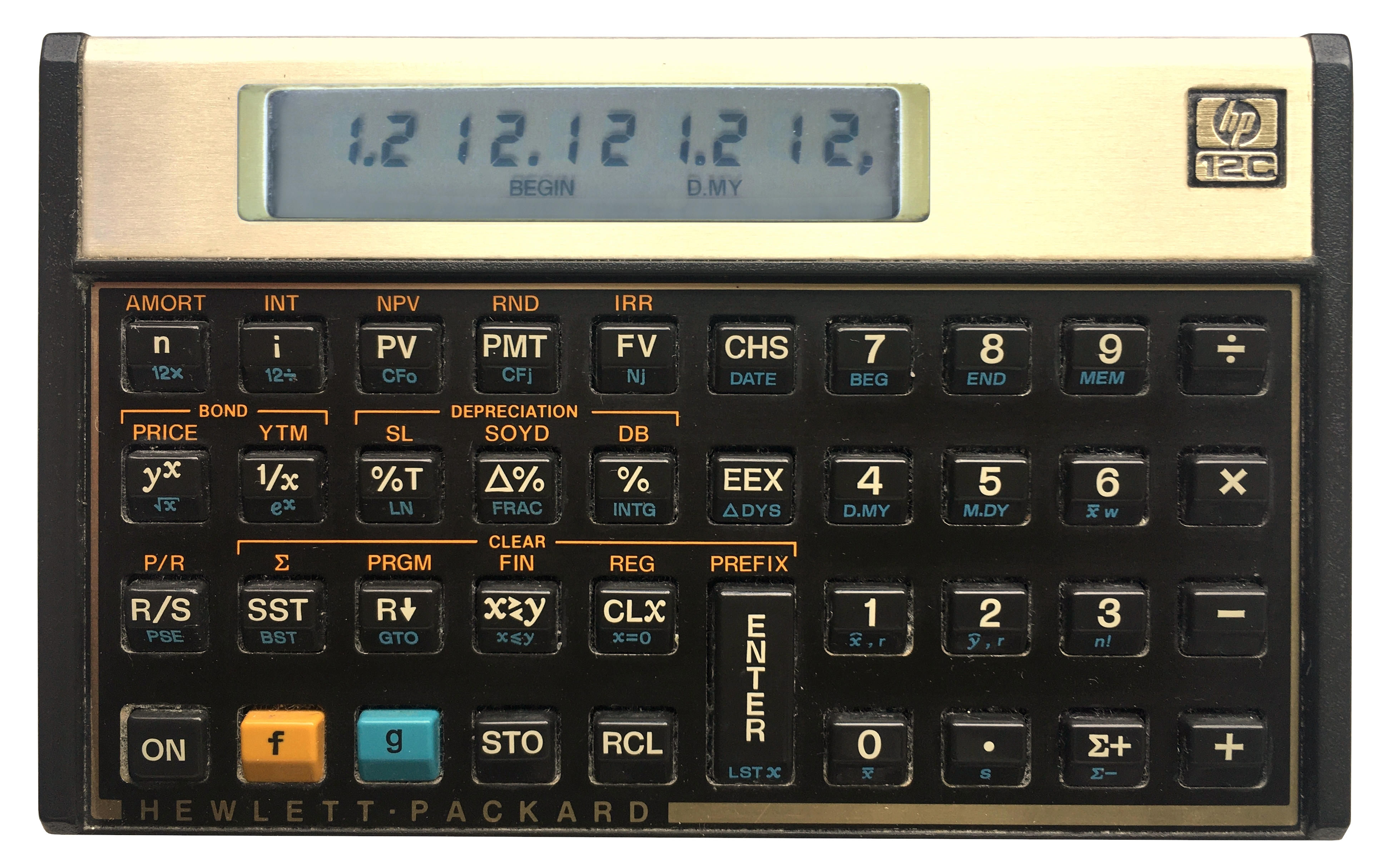
Ein HP-12C von 1988, laut Gravur auf der Rückseite hergestellt in Brasilien

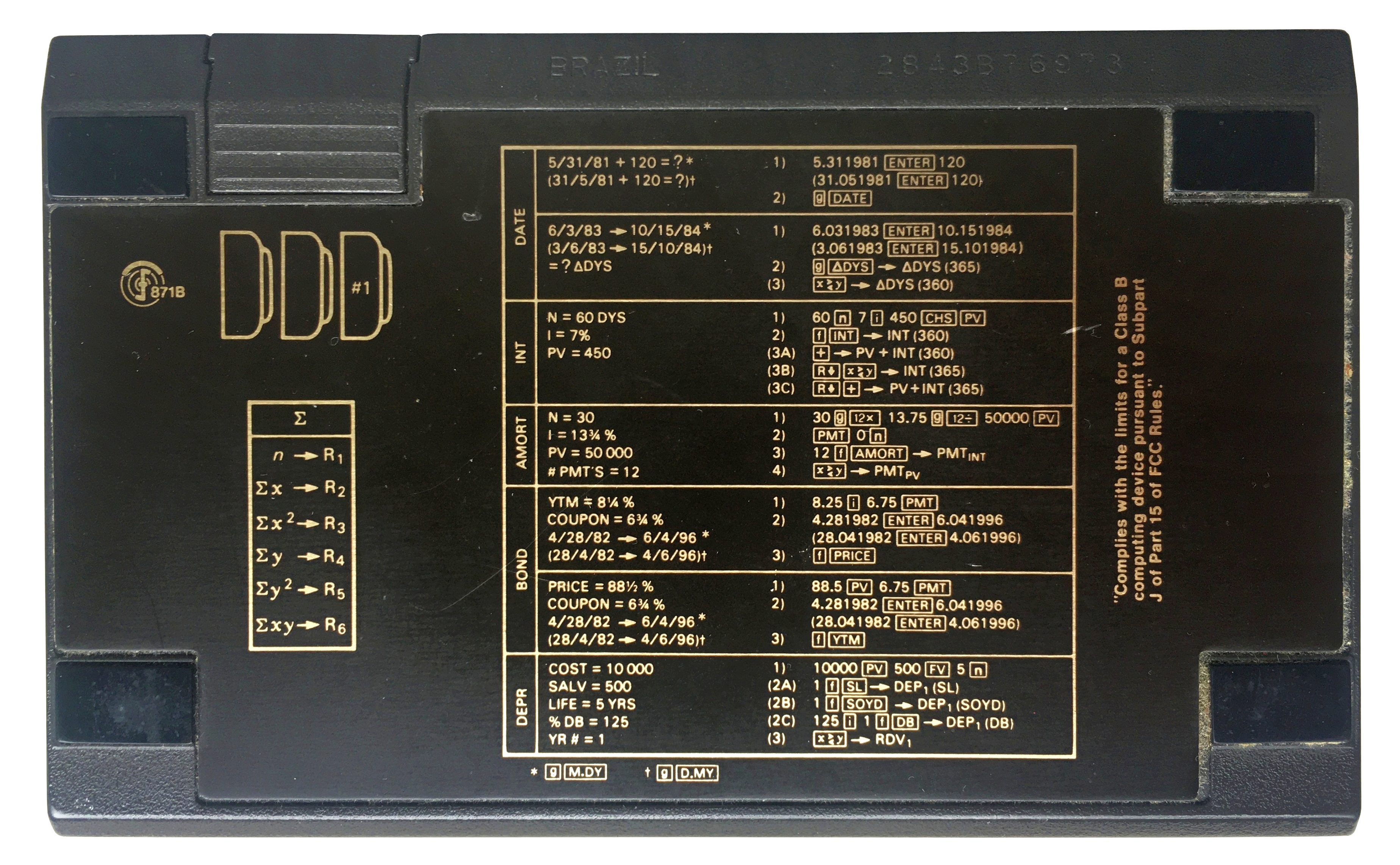
Rückseite des obigen Geräts, in der Tabelle sind Beispiel-Tastenkombinationen für häufige Berechnungsarten aus dem Finanzbereich dargestellt

Der HP-12C ist ein weit verbreiteter programmierbarer finanzmathematischer Taschenrechner aus der Voyager-Serie des US-amerikanischen Herstellers Hewlett-Packard. Der HP-12C erschien im September 1981 und wird seit 43 Jahren mit unverändertem Design und Funktionsumfang produziert, was für ein Gerät der sich rasant entwickelnden Informationstechnik, speziell für einen Taschenrechner, einzigartig sein dürfte.

## Funktionalität
Als Eingabemethode verwendet der HP-12C die umgekehrte polnische Notation (UPN).
Mit dem HP-12C lassen sich neben umfangreichen Grundfunktionen diverse gängige Berechnungen – auch iterativer Art – der Finanzmathematik durchführen:
- Interner Zinsfuß
- Annuitäten
- Barwert und Endwert
- Amortisationsrechnungen

## Geschichte

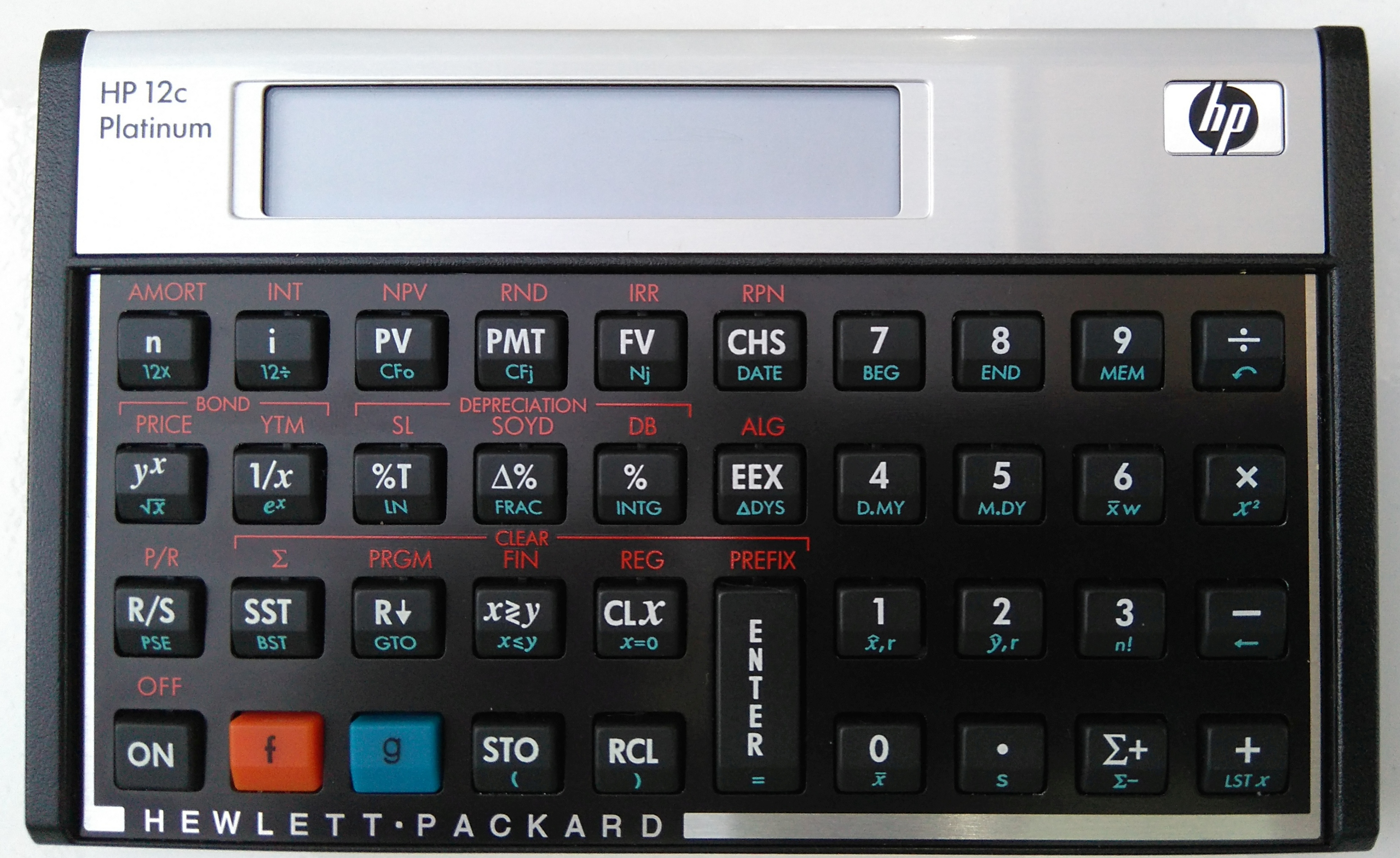
Die Platinum-Edition (Modell 2014) mit identischer Bedienung und Funktionalität, aber modernisierter Technik

Der HP-12C wurde 1981 erstmals auf dem Markt gebracht. Von allen HP-Taschenrechnern ist der HP-12C das am meisten und am längsten verkaufte Modell und ist bis heute äußerlich unverändert im Handel.
2003 kam zusätzlich der HP-12C Platinum auf den Markt, der einige zusätzliche Funktionen und ein überarbeitetes Design (platinfarben) aufweist. Vom Platinum gibt es mittlerweile eine zweite Version, erkennbar an den Tasten mit Klammern.
Auch wenn Programmiertechnik und Display nach heutigen Standards veraltet sind, wurden diese Punkte nicht verändert, um langjährigen Benutzern die Umgewöhnung zu ersparen.
Anfang der 1980er-Jahre waren PCs mit Tabellenkalkulationsprogrammen noch nicht üblich. Der HP-12C war deshalb für Finanzberechnungen eine große Erleichterung. Er wurde in der gesamten Finanzdienstleistungsbranche nicht nur als Statussymbol – Goldman Sachs hat jeden neuen Mitarbeiter mit einem HP-12C ausgestattet –, sondern als Referenz gesehen: Von einem HP-12C errechnete Werte galten als korrekt und wurden von allen beteiligten Parteien diskussionslos akzeptiert. Diverse Nachfolgemodelle konnten trotz zusätzlicher Funktionen und höherer Rechengeschwindigkeit den HP-12C nicht ablösen. Offensichtlich deckt er die Bedürfnisse perfekt ab und ist zugleich handlich und unkompliziert zu bedienen. Angeblich soll das Marketing von HP herausgefunden haben, dass die Benutzer die Wartezeit während einer komplexen Berechnung sogar als Qualitätsmerkmal einschätzen: „Einen Moment bitte, jetzt rechnet er!“
Aus Anlass des 30-jährigen Jubiläums hat HP im Spätsommer 2011 eine „30th Anniversary Edition“ des HP-12C in den Handel gebracht. Dieses Modell enthält moderne Elektronik und rechnet sehr viel schneller, das Design lehnt sich aber stringent an das Original von 1981 an.